# Kazimierz Weryński
Kazimierz Antoni Weryński (ur. 21 lutego 1894 w Limanowej, zm. 7 listopada 1965 w Mielcu) – żołnierz Legionów Polskich, pułkownik artylerii Wojska Polskiego. W czasie II wojny światowej, jako dowódca 20 pułku artylerii lekkiej, uczestniczył w walkach pod Mławą oraz w obronie Modlina i Warszawy.

## Życiorys
Kazimierz Antoni Weryński urodził się 21 lutego 1894 roku w Limanowej, w rodzinie Aleksandra i Marii (Marianny) z Lubasków. Był młodszym bratem majora audytora Mariana Michała. Mieszkał i uczył się w Mielcu. W 1913 roku ukończył tamtejsze c. i k. gimnazjum i rozpoczął studia na Wydziale Budownictwa Wodnego Szkoły Politechnicznej we Lwowie. Do wybuchu I wojny światowej zaliczył 3 semestry nauki.
Jeszcze w 6. klasie gimnazjum wstąpił do mieleckiego Związku Strzeleckiego. W latach 1914–1917 służył w 1 pułku artylerii Legionów. 30 lipca 1917 roku ukończył, jako prymus, kurs w Szkole Podchorążych Artylerii w Górze Kalwarii.
19 września 1917 roku, po kryzysie przysięgowym, został wcielony do baterii zapasowej 30 pułku artylerii polowej w Przemyślu. W kwietniu 1918 roku został przydzielony do kadry 30 pap. Pod koniec października 1918 roku wstąpił do oddziałów polskich organizowanych przez pułkownika Kazimierza Dzierżanowskiego w Ołomuńcu na Morawach. Tam ukończył Szkołę Oficerów Rezerwy. 11 listopada 1918 roku wyjechał wraz z baterią zapasową 30 pap do Warszawy.
Od 1918 w Wojsku Polskim, uczestniczył w wojnie polsko-bolszewickiej 1919–1920 (odbył kampanie polsko-białoruską i polsko-ukraińską) służąc w 7 pułku artylerii polowej. W marcu 1919 obronił przed Ukraińcami porzuconą przez piechotę pod wsią Rodatycze baterię artylerii, skutecznie umożliwiając przedostanie się jej do pozostającej w rękach polskich Sądowej Wiszni. 20 września 1920 roku objął dowództwo 1 baterii 7 pap.
Na przełomie czerwca i lipca 1919 brał udział w odbywającym się w Modlinie szkoleniu dotyczącym obsługi sprzętu i obowiązujących w Wojsku Polskim regulaminów. Od 16 listopada 1919 roku do 4 marca 1920 roku był urlopowany celem kontynuowania studiów politechnicznych. W roku 1922 wziął udział w kursie dowódców baterii w Szkole Strzelań Artylerii w Toruniu (20 kwietnia – 4 listopada), a w 1923 kursie dowódców dywizjonów (5 kwietnia – 1 października).
Od 4 czerwca 1924 roku pełnił obowiązki oficera materiałowego w kwatermistrzostwie 7 pap, a od 17 grudnia 1924 roku był pełniącym obowiązki kwatermistrza tego pułku. 1 marca 1925 roku został przeniesiony do 4 pułku artylerii ciężkiej w Łodzi na stanowisko dowódcy III dywizjonu. 31 października 1927 roku został przesunięty ze stanowiska dowódcy dywizjonu na stanowisko kwatermistrza pułku. 27 kwietnia 1929 roku został wyznaczony na stanowisko zastępcy dowódcy 4 pac. W marcu 1930 roku został wybrany I wiceprezesem zarządu Wojskowego Klubu Sportowego w Łodzi. W latach 30. XX wieku pełnił funkcję przewodniczącego okręgu łódzkiego Koła Byłych Żołnierzy 1 Pułku Artylerii Legionów Polskich. W okresie od 4 maja do 9 sierpnia 1934 roku, w Centrum Wyszkolenia Piechoty w Rembertowie, ukończył trzymiesięczny VIII Kurs doskonalenia dowódców pułków. W 1935 roku w Krakowie na czele pięcioosobowej delegacji 4 pac wziął udział w uroczystościach pogrzebowych marszałka Józefa Piłsudskiego. 17 czerwca 1937 roku został mianowany dowódcą tego pułku. Wedle opinii przełożonych był obowiązkowy i pracowity. Posiadał duże zdolności administracyjne oraz wiedzę techniczną i fachowo-artyleryjską. Odznaczał się uporem a symulantów traktował z całą surowością. W latach 1937–1938 zasiadał jako skarbnik w zarządzie Koła Towarzystwa Wiedzy Wojskowej w Łodzi.
14 kwietnia 1939 roku został dowódcą 20 pułku artylerii lekkiej, który po przeprowadzonej mobilizacji kwaterował w rejonie Płońska. Pułkiem tym dowodził w czasie II wojny światowej. W czasie walk pod Mławą został ranny. Brał udział także w obronie Modlina oraz Warszawy na odcinku obrony „Warszawa-Wschód” (pododcinek „Północny” na Pradze, artyleria bezpośredniego wsparcia). 30 września 1939 roku, po kapitulacji Warszawy, dostał się do niewoli niemieckiej. Przebywał w oflagach II A, IV A, II E, według PCK także IV C.
Po powrocie z niewoli, prawdopodobnie do 1948 roku, pełnił służbę w Wojsku Polskim. Zmarł 7 listopada 1965 roku. Pochowany na cmentarzu parafialnym przy ulicy Sienkiewicza w Mielcu.

## Awanse
- podporucznik – 17 grudnia 1918 roku
- kapitan – zatwierdzony 20 września 1920 roku z dniem 1 kwietnia 1920 roku, w artylerii, w grupie oficerów byłych Legionów Polskich[22], zweryfikowany 3 maja 1922 roku ze starszeństwem z dniem 1 czerwca 1919 roku i 191. lokatą w korpusie oficerów artylerii[23]
- major – 1 grudnia 1924 roku ze starszeństwem z dniem 15 sierpnia 1924 roku i 80. lokatą w korpusie oficerów artylerii[24]
- podpułkownik – 3 grudnia 1930 roku ze starszeństwem z dniem 1 stycznia 1931 roku w korpusie oficerów artylerii
- pułkownik – ze starszeństwem z dniem 19 marca 1939 roku w korpusie oficerów artylerii

## Ordery i odznaczenia
- Krzyż Niepodległości (12 maja 1931)[25]
- Krzyż Kawalerski Orderu Odrodzenia Polski (1938)
- Krzyż Walecznych
- Złoty Krzyż Zasługi (19 marca 1935)[26][27]
- Medal Pamiątkowy za Wojnę 1918–1921
- Medal Dziesięciolecia Odzyskanej Niepodległości
- Brązowy Medal za Długoletnią Służbę
- Krzyż Wojskowy Karola (Austro-Węgry)